# Keaton Henson

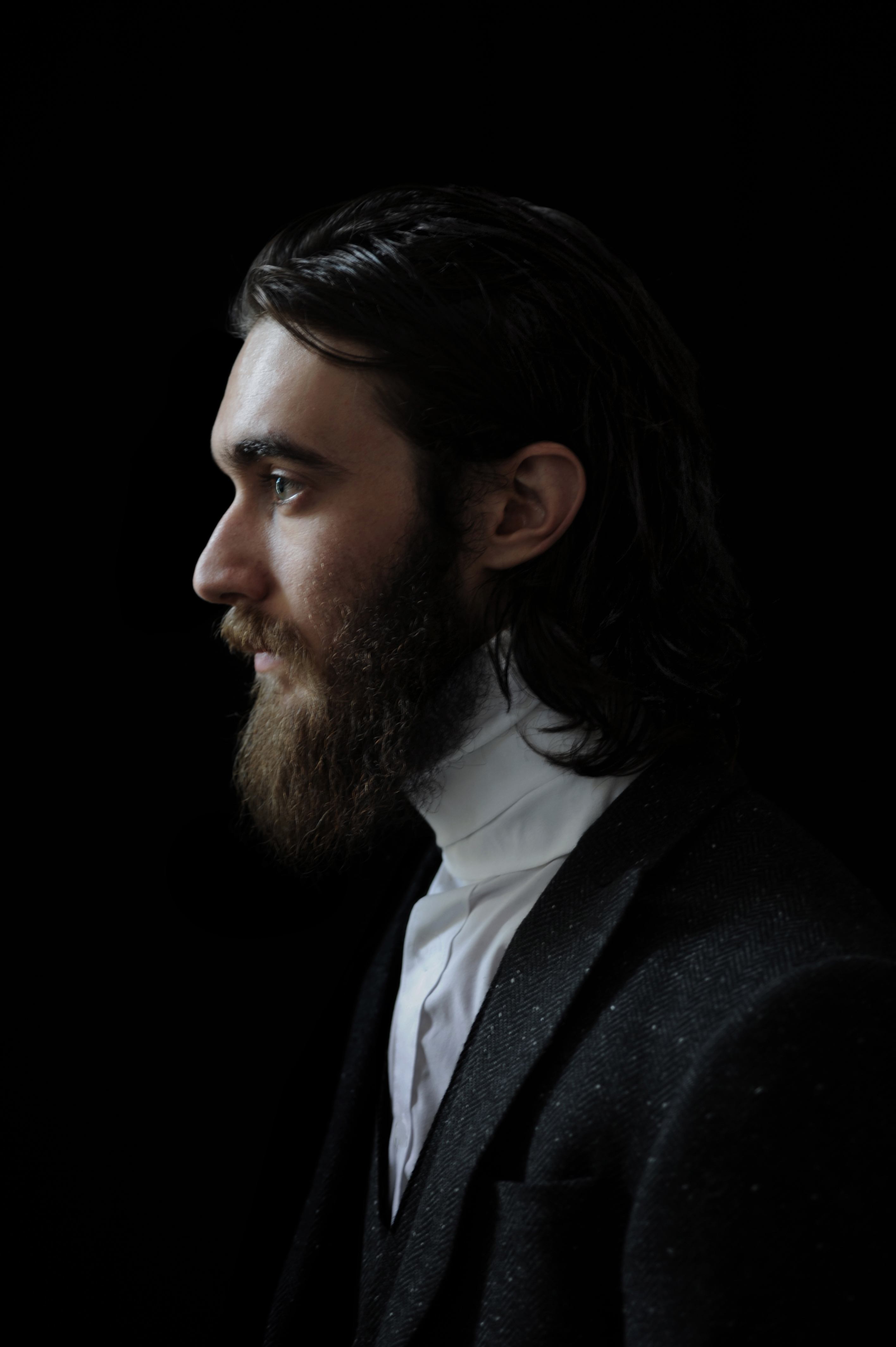
Keaton Henson (2012)

Keaton Leslie Henson (* 24. März 1988 in London) ist ein britischer Musiker, Singer-Songwriter, Künstler und Poet.
Henson begleitet seinen Gesang üblicherweise mit einer Gitarre. Er leidet unter Lampenfieber, weshalb er selten vor Publikum auftritt.

## Diskografie

### Studioalben
- 2010/2012 – Dear, PID
- 2013 – Birthdays  (Sony Music)
- 2014 – Romantic Works
- 2015 – Behaving (als Behaving)
- 2015 – 5 Years
- 2016 – Kindly Now
- 2019 – Six Lethargies
- 2020 – Monument

### Filmmusik
- 2020: Supernova